# GT Interactive
GT Interactive – amerykański producent oraz wydawca gier komputerowych. Firma została założona w 1993 roku.

## Wydane gry
Źródło: Gry-Online

### Game Boy
- Beavis and Butt-Head
- Oddworld Adventures

### Game Boy Color
- Duke Nukem
- Oddworld Adventures 2

### Macintosh
- 9: The Last Resort
- Bedlam
- Blood
- Doom II
- Hexen
- Ice and Fire
- Lode Runner: The Legend Returns
- Lode Runner 2
- Rocky Mountain Trophy Hunter
- ZPC

### Nintendo 64
- 40 Winks (wydany tylko na PlayStation)
- 7th Legion
- DethKarz
- Duke Nukem 64
- Duke Nukem: Zero Hour
- Hexen
- Mike Piazza's Strike Zone
- Ultra Combat (anulowany[2])
- Unreal N64 (anulowany[3])

### Komputery osobiste
- Anno 1602
- 9: The Last Resort
- AHX-1
- Amok
- Animorphs
- Area 51 (wydana tylko na automaty do gier)
- Beavis and Butt-Head DO U
- Beavis and Butt-Head: Bunghole in One
- Bedlam
- Blood
- Blood: Plasma Pak
- Blood II: The Chosen
- Blood II: The Chosen – The Nightmare Levels
- Bug Riders
- Carnivores
- Chasm: The Rift
- Clans
- Dark Vengeance
- Deep Sea Trophy Fishing
- Deer Hunter 2
- Disciples: Święte Ziemie
- Discworld Noir
- Doom II
- Driver
- Duke: Nuclear Winter
- Duke Nukem 3D: Atomic Edition
- Duke Nukem 3D: Kill-A-Ton Collection
- Duke Nukem: Planet of the Babes
- Hordes
- Ice and Fire
- Imperium Galactica
- Imperium Galactica II: Alliances
- The War of the Worlds
- Locus
- Lode Runner 2
- Mage Slayer
- Man of War II: Chains of Command
- Master Levels for Doom II
- M.I.A.: Missing in Action
- Nam
- Oddworld: Abe’s Exoddus
- Oddworld: Abe’s Oddysee
- Powerslide
- Pro Bass Fishing
- Quake
- Ravage DCX
- Rebel Moon Revolution
- Rebel Moon Rising
- Robotron X
- Rocky Mountain Trophy Hunter
- Rocky Mountain Trophy Hunter 2
- S.P.Q.R.: The Empire's Darkest Hour
- Sensible Soccer (seria)
- Shadow Warrior
- Snowmobile Championship 2000
- Snowmobile Racing
- Star Command: Revolution
- SuperKarts
- Swamp Buggy Racing
- The Wheel of Time
- Tiger Shark
- Tides of War
- Total Annihilation
- Total Annihilation: Battle Tactics
- Total Annihilation: The Core Contingency
- Totally Unreal
- Trans Am Racing
- Trophy Hunter
- Unreal
- Unreal Mission Pack: Return to Na Pali
- Unreal Tournament
- WWII GI
- World War II: GI
- XS
- Z
- ZPC

### PlayStation
- 40 Winks
- Beavis and Butt-Head: Get Big in Hollywood
- Bedlam
- Bug Riders
- Courier Crisis
- Critical Depth
- Dead Ball Zone
- Discworld Noir
- Driver
- Driver 2
- Duke Nukem: Land of the Babes
- Duke Nukem: Time to Kill
- Duke Nukem: Total Meltdown
- Hexen
- Invasion from Beyond
- Oddworld: Abe’s Exoddus
- Oddworld: Abe’s Oddysee
- Rebel Moon
- Rogue Trip: Vacation 2012
- Sensible Soccer 2000
- Streak: Hoverboard Racing
- Tiger Shark
- Trash It!
- Z

### Sega Saturn
- Doom
- Hexen
- Z